# Gottfried Unterdörfer
Gottfried Unterdörfer (* 17. März 1921 in Zschornau; † 9. September 1992 in Uhyst (Spree)) war ein deutscher Forstmann, Schriftsteller und Heimatdichter der Oberlausitz.

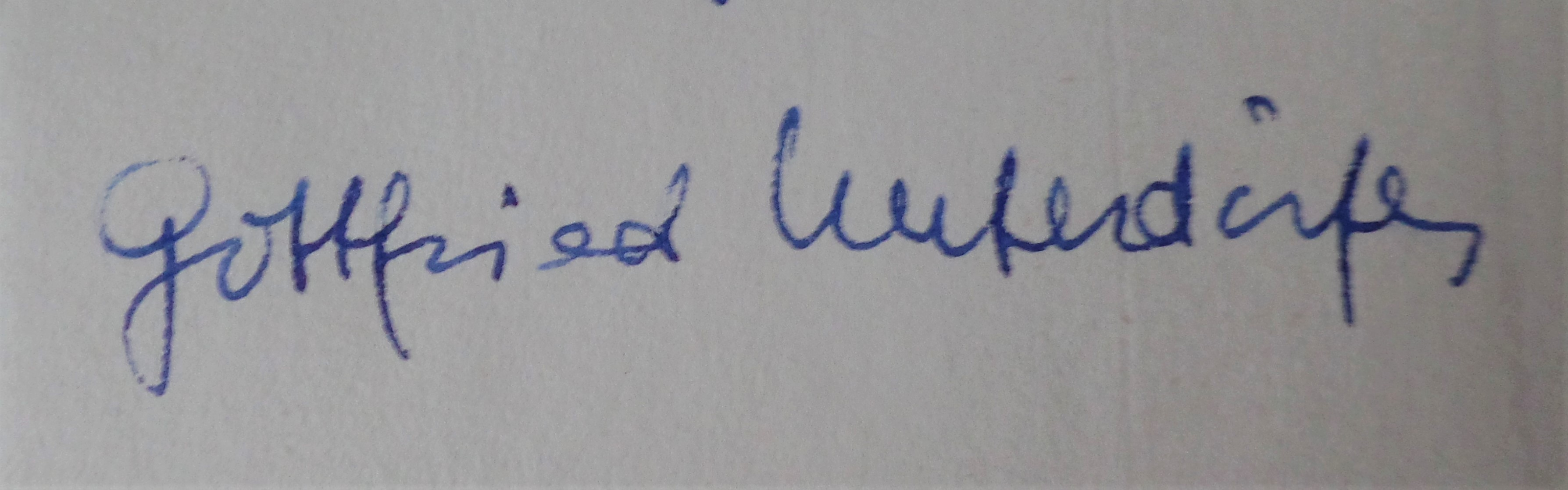
Signatur Unterdörfers

## Leben und Wirken
Max Gottfried Rudolf Unterdörfer wurde als erstes Kind einer Försterfamilie in Zschornau bei Kamenz geboren. Von seinem Vater bekam er die Liebe zur Natur, von seiner Mutter den tiefen christlichen Glauben vermittelt. Unterdörfer besuchte bis 1937 in Kamenz das Realgymnasium, lernte bei der Landesforstverwaltung Sachsens und studierte 1940 für drei Monate an der Forstschule in Reichstadt.
Die Erfahrungen als Infanterieoffizier an der Ostfront verwurzelten in ihm eine pazifistische Grundhaltung, die ihn auch später noch wiederholt mit den Machthabern in der DDR in Konflikt brachte. Nach Kriegsende kam er zunächst in amerikanische Kriegsgefangenschaft, wurde dann auf dem Weg nach Hause durch die Rote Armee aufgegriffen und konnte erst am 19. Dezember 1949 in die Oberlausitz heimkehren.
Am 26. August 1950 schloss er die Ehe mit Christa Charlotte geb. Burghardt (* 9. Dezember 1920 in Kamenz), aus der der Sohn Burkhard (* 1951) entspross.
1950 trat Unterdörfer in Uhyst (Spree) eine Stelle als Revierförster an. Die umliegende Oberlausitzer Heide- und Teichlandschaft erweckte seine Begeisterung. Er thematisierte sie in vielen seiner Bücher und engagierte sich in der kirchlichen Umweltarbeit. Den Ornithologen Wolfgang Makatsch und den Botaniker Max Militzer zählte er zu seinen Freunden. Unterdörfer wirkte im Redaktionskollegium dieKirche Görlitz und war Mitglied im Gemeindekirchenrat Uhyst. Er berief sich ausdrücklich auf das Vermächtnis der Bekennenden Kirche und von Dietrich Bonhoeffer.
Unterdörfers Bücher waren in der DDR nur schwer erhältlich. Er gehörte in der DDR seit 1949 der CDU  an, nicht aber dem Schriftstellerverband. Engen Kontakt hielt er zu seinen Künstlerkollegen Gottfried Zawadzki und Hanns Georgi. Es war Unterdörfers Wunsch, nach seinem Tode in Thyrow (Brandenburg) beigesetzt zu werden, wie vor ihm sein literarisches Vorbild Heinrich Alexander Stoll.

## Werke
- Du lebst vom Du, Gedichte, Union Verlag Berlin, 1959
- Dem Holzhaus gegenüber, Erzählungen, Union Verlag Berlin, 1960
- Ich will den Bogen setzen, Gedichte, Union Verlag Berlin, 1964
- Von Abend zu Abend, Neun Liebesgeschichten, Union Verlag Berlin, 1965
- Nicht die Bäume allein, Erzählungen und Skizzen, Union Verlag Berlin, 1968
- Regenzeit und Reiherruf, Erzählungen und Betrachtungen, Evangelische Verlagsanstalt Berlin, 1971
- Wildtaubenruf, Erzählungen und Gedichte, Union Verlag Berlin, 1973
- Jahresringe, Geschichten unter Bäumen, Union Verlag Berlin, 1981
- Weltreise in das lange Holz, Ausgewählte Prosa, Union Verlag Berlin, 1984
- Wege und Wälder, Kleine Prosa, Union Verlag Berlin, 1986
- Ich möchte einen Kranich sehen, Erzählungen, Gedichte und ein Tagebuch, hrsg. vom Uhyster Heimatverein e. V., Lusatia Verlag Dr. Stübner & Co. KG Bautzen, 2001. ISBN 3-929091-80-1
- Als die Sümpfe blühten, Erzählungen, Lusatia Verlag Dr. Stübner & Co. KG Bautzen, 2010. ISBN 978-3-936758-64-1